# Rock Is Dead Tour
Rock Is Dead fue la séptima gira que inició Marilyn Manson, bajo la gestión de los principales sello discográfico Interscope Records. También fue la tercera gira de la banda para abarcar más de múltiples tramos, a pesar de que abarca sólo una etapa más que el de la gira anterior. La gira comenzó el 28 de febrero de 1999 y terminó el 8 de agosto del mismo año
La gira se vio empañada en abril de 1999 por la estela de la masacre de Columbine High School. Después de estar vinculados por periodistas y expertos, muchos llegaron a creer que la música de Manson y las imágenes eran, en efecto, la motivación de los asesinos única, a pesar de los informes más tarde que los dos no eran fanes. En el período inmediatamente posterior , la banda canceló las cinco fechas restantes de la gira por respeto a las víctimas, explicando, "No es una gran atmósfera para estar fuera tocando rock 'n' roll, para nosotros o para los aficionados."

## Banda
- Marilyn Manson: Vocalista
- John 5: Guitarrista
- Twiggy Ramirez: Bajo
- Madonna Wayne Gacy: Teclado
- Ginger Fish: Batería

## Lista de canciones Más Tocadas
```
  1. Inauguration of the Mechanical Christ (Intro)
  2. 
The Reflecting God

  3. Great Big White World
  4. Cake and Sodomy
  5. 
Get Your Gunn

  6. Mechanical Animals
  7. 
Sweet Dreams (Are Made of This)

  8. I Want to Disappear
  9. 
The Speed of Pain

 10. Astonishing Panorama of the Endtimes
 11. Disassociative
 13. 
Rock Is Dead

 14. 
The Dope Show

 15. 
Lunchbox

 16. 
Tourniquet

 17. 
I Don't Like the Drugs (But the Drugs Like Me)

 18. Rock 'n' Roll Nigger
 19. 
Antichrist Superstar

 20. 
The Beautiful People

 21. 
My Monkey
" (Tease)
 22. 
Irresponsible Hate Anthem

 23. 
1996

 24. 
Coma White

 25. Spine of God
 26. Get My Rocks Off (Outro)
```

## Fecha de Presentaciones

### Support for Hole's Beautiful Monsters Tour
- 1999/02/28 Spokane, WA 	 Spokane Arena
- 1999/03/02 Vancouver, Canadá 	PNE Coliseum
- 1999/03/03 Seattle, WA 	Key Arena
- 1999/03/06 Portland, OR 	Rose Garden Arena
- 1999/03/07 Boise, ID 	Idaho Center
- 1999/03/10 San Francisco, CA 	Cow Palace
- 1999/03/11 Sacramento, CA 	Arco Arena
- 1999/03/13 Anaheim, CA 	Pond
- 1999/03/14 Los Angeles, CA 	The Forum

### Rock Is Dead North American Festival Tour
- 1999/03/17 Las Vegas, NV

(Rescheduled to 1999/05/05) 	Thomas & Mack Center
- 1999/03/18 Phoenix, AZ

(Rescheduled to 1999/05/07) 	Veteran's Coliseum
- 1999/03/21 Houston, TX 	Compaq Center
- 1999/03/22 San Antonio, TX 	Alamodome
- 1999/03/23 Dallas, TX 	Reunion Arena
- 1999/03/25 New Orleans, LA 	Uno Arena
- 1999/03/27 Tampa, FL 	Ice Palace
- 1999/03/29 Orlando, FL 	Orlando Arena
- 1999/03/30 Fort Lauderdale, FL 	National Car Center Arena
- 1999/04/02 Winston-Salem, NC 	Memorial Coliseum
- 1999/04/03 Fairfax, VA 	Patriot Center
- 1999/04/04 Philadelphia, PA 	First Union Spectrum
- 1999/04/06 East Rutherford, NJ 	Continental Airlines Arena
- 1999/04/07 Uniondale, NY 	Nassau Veterans Memorial Coliseum
- 1999/04/09 Worcester, MA 	Centrum
- 1999/04/10 New Haven, CT 	Coliseum
- 1999/04/11 Buffalo, NY 	Marine Midland Arena
- 1999/04/13 Cleveland, OH 	CSU Arena
- 1999/04/15 Detroit, MI 	Palace of Auburn Hills
- 1999/04/16 Pittsburgh, PA 	Pittsburgh Arena
- 1999/04/17 Fort Wayne, IN 	Coliseum
- 1999/04/20 Chicago, IL 	Rosemont Horizon
- 1999/04/21 Grand Rapids, MI 	Van Andel Center
- 1999/04/22 Indianapolis, IN 	Market Square Arena
- 1999/04/24 Madison, WI 	Dane County Coliseum
- 1999/04/25 Milwaukee, WI 	Bradley Center
- 1999/04/27 Minneapolis, MN 	Target Center
- 1999/04/28 Cedar Rapids, IA 	Five Seasons Center
- 1999/05/05 Las Vegas, NV

(Rescheduled from 1999/03/17) 	Thomas & Mack Center
- 1999/05/07 Phoenix, AZ

(Rescheduled from 1999/03/18) 	Veteran's Coliseum 

### Rock Is Dead European/Japan Festival Tour
- 1999/06/18 Hultsfred, Sweden 	 Hultsfred Festival
- 1999/06/20 Imola, Italy 	Heineken Jammin' Festival
- 1999/06/25 Berlin, Germany 	Wuhlheide
- 1999/06/26 Scheessel, Germany 	Hurricane Festival
- 1999/06/27 Munich, Germany 	Southside Festival
- 1999/07/01 Roskilde, Denmark 	Roskilde Festival
- 1999/07/03 Werchter, Belgium 	Werchter Festival
- 1999/07/04 Wiesen, Austria 	Forestglades Festival
- 1999/07/07 Kristiansand, Norway 	Quart Festival
- 1999/07/09 Belfort, France 	Eurockéennes de Belfort
- 1999/07/10 Milton Keynes, England 	Milton Keynes Bowl
- 1999/08/02 Fukuoka, Japan 	Zepp
- 1999/08/03 Fukuoka, Japan 	Zepp
- 1999/08/07 Fuji-Yoshida, Japan 	Sound Conifer
- 1999/08/08 Fuji-Yoshida, Japan 	Sound Conifer

## Característica de la Gira
Durante la presentación con la canción "Inauguration of the Mechanical Christ", Marilyn Manson se personificó en una cruz con un fondo de televisiones. También, durante la interpretación de "The Reflecting God", Manson personificó a un soldado. Luego simuló ser asesinado de un escopetazo y disparó al público chorros de sangre artificial. Durante la interpretación de la canción "Antichrist Superstar", Manson fue sorprendido por el equipo técnico cuándo el logo de la canción fue sustituido por su rostro sonriendo. Para cerrar la gira, Manson y su banda amenizarón con fuegos artificiales y confeti dorado. Luego en la parte de atrás del escenario, el público observó con letras enormes la palabra "D-R-U-G-S" (drogas). La gira finalizó el 8 de agosto de 1999, siendo la última gira en promoción de su álbum Mechanical Animals.